# Guangshengsi
Guangshengsi (kinesiska: 广胜寺, 广胜寺镇) är en köping i Kina. Den ligger i provinsen Shanxi, i den norra delen av landet, omkring 190 kilometer söder om provinshuvudstaden Taiyuan. Antalet invånare är 47 010. Befolkningen består av 23 656 kvinnor och 23 354 män. Barn under 15 år utgör 18,0 %, vuxna 15-64 år 76 %, och äldre över 65 år 5,0 %.
Genomsnittlig årsnederbörd är 674 millimeter. Den regnigaste månaden är juli, med i genomsnitt 218 mm nederbörd, och den torraste är december, med 3 mm nederbörd.